# Dia da Mão Vermelha

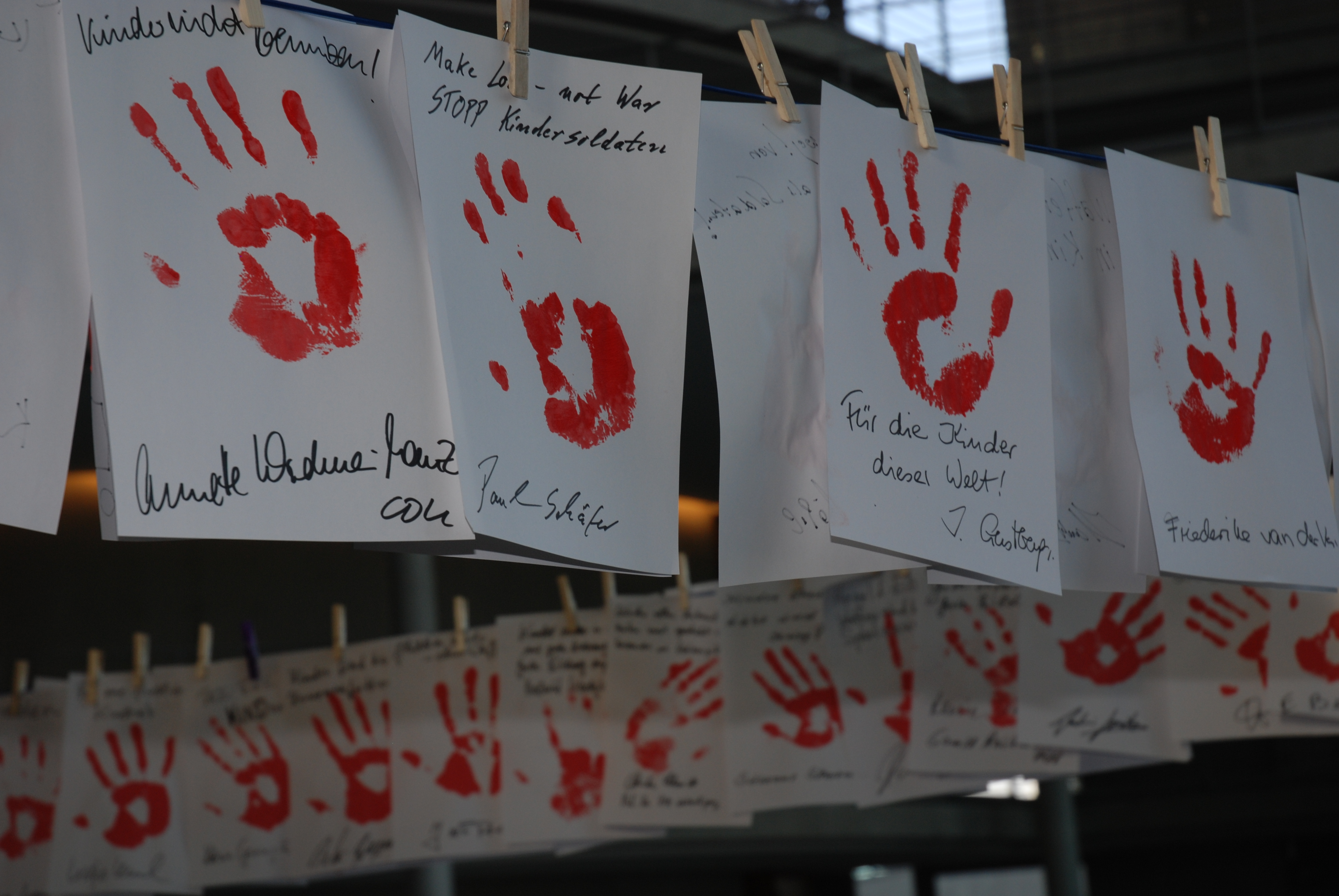
Pegadas vermelhas de membros e funcionários do Bundestag no Dia da Mão Vermelha 2012

O Día da Man Vermella ou Dia Internacional Contra o Uso de Crianças Soldados, em inglês Red Handy Day, celebrado em 12 de fevereiro de cada ano desde 2002, é um dia em que apelos são feitos a líderes políticos e eventos são realizados em torno do mundo para chamar atenção para as crianças-soldados: menores de idade que participam de organizações militares de todos os tipos. O objetivo do Dia da Mão Vermelha é pedir ações para coibir essa prática e apoiar as crianças afetadas por ela.

## Fundo

### Definição
Os Principios de París definen os meninos-soldado como:

Qualquer menor de 18 anos que tenha sido recrutado ou usado por uma força armada ou grupo armado em qualquer capacidade, incluindo, mas não limitado a, crianças e adolescentes, usados como combatentes, cozinheiros, carregadores, mensageiros, espiões ou para propósitos sexuais. O documento é aprovado pela Assembleia Geral das Nações Unidas. Não se refere apenas a um menino que está tomando ou participou diretamente nas hostilidades.

### Situação atual
Devido ao uso militar generalizado de crianças em áreas onde conflitos armados e insegurança impedem o acesso de funcionários da ONU e de terceiros, é difícil estimar quantas crianças são afetadas. Em 2017, a Child Soldiers International estimou que dezenas de milhares de crianças, possivelmente mais de 100 000, estavam em organizações militares estatais e não estatais em todo o mundo, e em 2018 a organização informou que as crianças estavam sendo usadas para participar em 18 conflitos armados ou mais.
A lista da ONU de países com crianças-soldados inclui: Afeganistão, República Centro-Africana, Colômbia, República Democrática do Congo, Índia, Iraque, Israel, Líbano, Líbia, Mali, Mianmar, Nigéria, Paquistão, Filipinas, Somália, Sudão do Sul, Palestina, Sudão, Síria, Tailândia e Iêmen. A Child Soldiers International publica um mapa mostrando onde as crianças são membros de organizações militares em todo o mundo.
Desde 2008, Serra Leoa, República Democrática do Congo, Libéria e Costa do Marfim foram removidos da lista de países da ONU onde crianças são usadas em hostilidades. Depois que as crianças são liberadas do serviço militar, elas geralmente precisam de apoio para ingressar em suas comunidades. A reabilitação e reintegração de crianças-soldados é uma parte importante de um processo de paz, mas é custosa e requer a participação de comunidades inteiras.

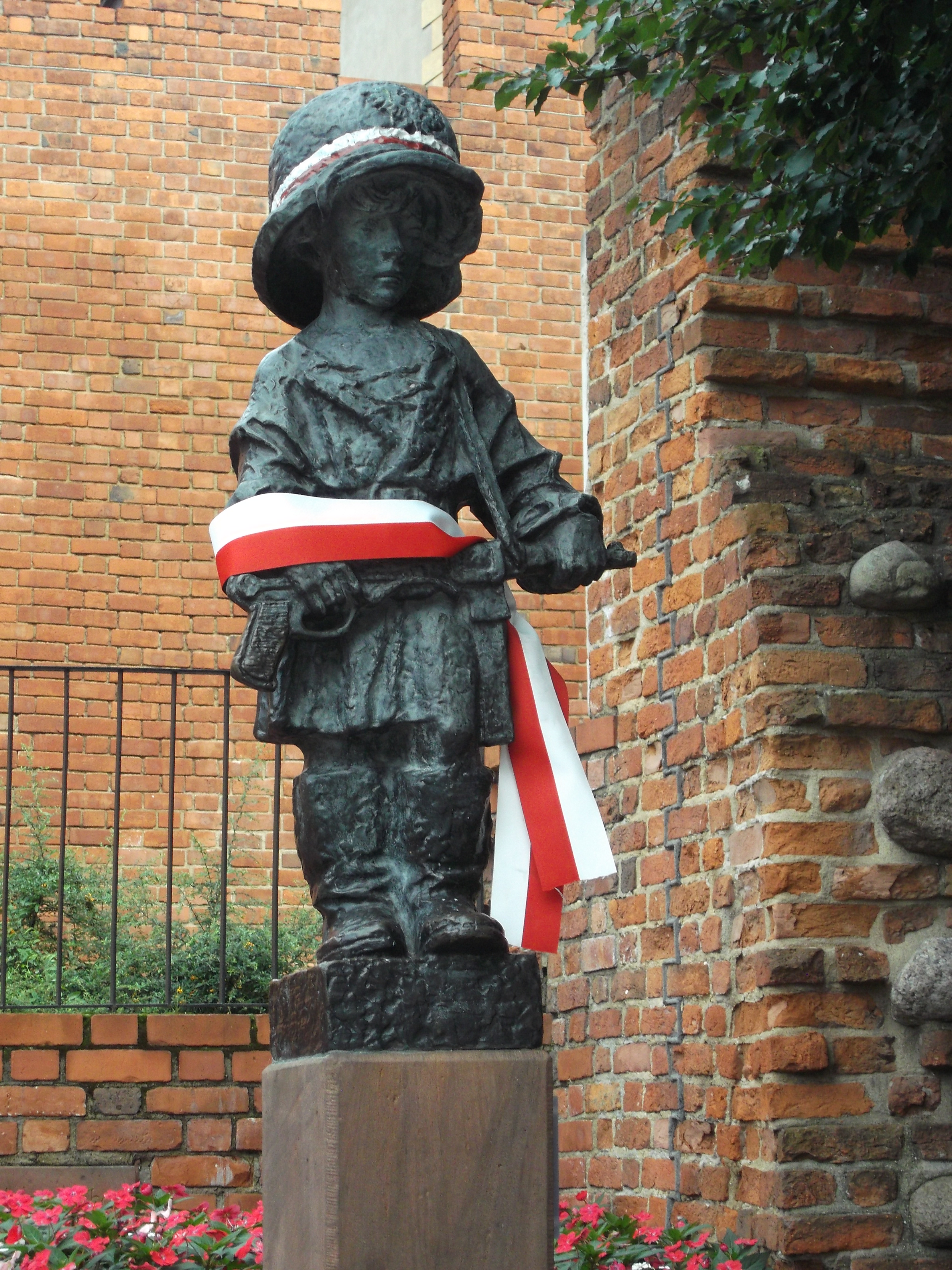
O monumento ao pequeno insurgente de Varsóvia comemora todas as crianças-soldados que lutaram na Segunda Guerra Mundial e em conflitos anteriores.

### Crianças-soldados e a lei

#### Crianças menores de 15 anos
Os Protocolos Adicionais às Convenções de Genebra de 1949 (1977, art. 77.2), a Convenção sobre os Direitos da Criança (1989) e o Estatuto de Roma do Tribunal Penal Internacional (2002) proíbem todas as Forças Armadas do uso de crianças menores de 15 anos diretamente em conflitos armados (tecnicamente "hostilidades"). Agora é reconhecido como um crime de guerra.

#### Crianças menores de 18 anos
A maioria dos estados com forças armadas também está sujeita aos padrões mais elevados do Protocolo Opcional sobre o Envolvimento de Crianças em Conflitos Armados (OPAC) e a Convenção sobre as Piores Formas de Trabalho Infantil (2000) proíbe o recrutamento obrigatório de menores de 18 anos. A OPAC também lista os governos que ainda recrutam crianças (a partir de 16 anos) a “tomar todas as medidas possíveis para garantir que menores de 18 anos não se envolvam diretamente nas hostilidades”. Além disso, a OPAC proíbe grupos armados não estatais de recrutar crianças em qualquer circunstância, embora sua força jurídica seja incerta.

### Movimento para acabar com o uso militar de crianças
O uso militar de crianças tem sido comum ao longo da história; somente nas últimas décadas a prática recebeu críticas bem fundamentadas e esforços conjuntos para acabar com ela. Várias organizações internacionais estão ativas contra o uso de crianças como soldados. Essas organizações incluem, por exemplo, Amnesty International, Child Soldiers International, Movimento Internacional da Cruz Vermelha e da Meia Lua Vermelha, Terre des hommes e o Fundo das Nações Unidas para a Infância (UNICEF).

## Campanha Mão Vermelha
Desde 2002, nações e coalizões regionais ao redor do mundo realizam eventos em 12 de fevereiro, Dia da Mão Vermelha, para chamar a atenção para o assunto e incentivar medidas para acabar com o uso de crianças para fins militares. A data reflete a entrada em vigor do Tratado da OPAC.
Por exemplo, em 2008, crianças e adolescentes lançaram uma campanha para coletar o maior número possível de impressões de mãos vermelhas para apresentar às Nações Unidas no Dia da Mão Vermelha. Mãos vermelhas foram feitas de papel, faixas e mensagens pessoais pedindo o fim do uso de crianças-soldados. 7 000 mãos vermelhas foram coletadas no leste da República Democrática do Congo, onde o recrutamento de crianças aumentou dramaticamente. Ex-crianças-soldados da Guiné e Costa do Marfim enviaram mensagens pedindo reabilitação e assistência para ex-crianças-soldados. Foram centenas de eventos como marchas, petições, programas de conscientização escolar, exposições e apostilas para parlamentares e parlamentos locais. Mais de 250 000 mãos vermelhas foram coletadas de jovens de 101 países ao redor do mundo e apresentadas em um livro ao secretário-geral da ONU Ban Ki-moon em 12 de fevereiro de 2009 em Nova York, entregue por ex-crianças soldados colombianos e Costa do Marfim acompanhados por jovens ativistas da Alemanha. Ban disse que foi um esforço impressionante e que a ONU está determinada a eliminar tal abuso.